# Gemeinde Klina
Die Gemeinde Klina (albanisch Komuna e Klinës, serbisch Општина Клина Opština Klina) ist eine Gemeinde im Kosovo. Sie liegt im Bezirk Peja. Verwaltungssitz ist die Stadt Klina.

## Geographie
Die Gemeinde Klina befindet sich im mittleren Westen des Kosovo. Im Süden grenzt die Gemeinde an Malisheva, Rahovec und Gjakova, im Osten an Skënderaj und Drenas, im Norden an Istog und im Westen an Peja. Insgesamt befinden sich 54 Dörfer in der Gemeinde, ihre Fläche beträgt 308 km². Zusammen mit den Gemeinden Istog und Peja bildet die Gemeinde den Bezirk Peja.

## Bevölkerung
Die aktuellste amtliche Schätzung von 2021 beziffert die Einwohnerzahl der Gemeinde auf 40.490.
Die Volkszählung aus dem Jahr 2011 ergab für die Gemeinde Klina eine Einwohnerzahl von 38.496. Davon waren 37.216 (96,68 %) Albaner, 1097 (2,85 %) Roma, Aschkali oder Balkan-Ägypter, 98 Serben, 20 Bosniaken und 3 Türken.
31.185 deklarierten sich als Muslime, 7124 als Katholiken, 100 als Orthodoxe und eine Person hat keinen Glauben.
| Zensus    | 1948   | 1953   | 1961   | 1971   | 1981   | 1991   | 2011   | 2021   |
| --------- | ------ | ------ | ------ | ------ | ------ | ------ | ------ | ------ |
| Einwohner | 20.665 | 22.592 | 27.153 | 33.312 | 42.813 | 52.266 | 38.496 | 40.490 |

| Ethnie    | Albaner | Serben | Türken | Bosniaken | Roma | Aschkali | Balkan-Ägypter | Andere | Unbekannt | Antwort verweigert |
| --------- | ------- | ------ | ------ | --------- | ---- | -------- | -------------- | ------ | --------- | ------------------ |
| Einwohner | 37.216  | 98     | 3      | 20        | 78   | 85       | 934            | 23     | 32        | 7                  |

| Religion  | Muslime | Orthodoxe | Katholiken | Konfessionslos | Andere | Unbekannt | Antwort verweigert |
| --------- | ------- | --------- | ---------- | -------------- | ------ | --------- | ------------------ |
| Einwohner | 31.185  | 100       | 7.124      | 1              | 13     | 44        | 29                 |

| Ethnische Zusammensetzung |         |         |        |         |               |        |       |        |           |
| Jahr / Bevölkerung        | Albaner | %       | Serben | %       | Montenegriner | %      | Roma  | %      | Insgesamt |
| 1961                      | 18.124  | 66,75 % | 7.378  | 27,17 % | 1.372         | 5,05 % | 80    | 0,29 % | 27.153    |
| 1971                      | 33.050  | 78,04 % | 7.864  | 18,57 % | 1.157         | 2,73 % | 118   | 0,28 % | 42.351    |
| 1981                      | 45.594  | 83,60 % | 6.829  | 12,52 % | 973           | 1,78 % | 798   | 1,46 % | 54.539    |
| 1991                      | 43.248  | 82,75 % | 5.209  | 9,97 %  | 621           | 1,19 % | 1.278 | 2,45 % | 52.266    |

## Orte
| Albanisch          | Serbisch        | Einwohnerzahl (Volkszählung 2011) |
| ------------------ | --------------- | --------------------------------- |
| Bërkova            | Berkovo         | 246                               |
| Binxha             | Biča            | 117                               |
| Bokshiq            | Bokšić          | 433                               |
| Budisalc           | Budisavci       | 398                               |
| Caravik            | Cerovik         | 1241                              |
| Çabiq              | Čabić           | 862                               |
| Çeskova            | Českovo         | 373                               |
| Çupeva             | Čupevo          | 579                               |
| Deiq               | Deič            | 376                               |
| Dërsnik            | Drsnik          | 1770                              |
| Dobërdol           | Dobri Dol       | 339                               |
| Dollc              | Dolac           | 276                               |
| Dollova            | Dolovo          | 444                               |
| Dranashiq          | Drenovčić       | 21                                |
| Drenoc             | Drenovac        | 440                               |
| Dugajeva           | Dugonjive       | 399                               |
| Dush               | Duš             | 241                               |
| Dush i Vogël       | Dušević         | 196                               |
| Gjurgjevik i Madh  | Veliki Đurđevik | 449                               |
| Gjurgjevik i Vogël | Mali Đurđevik   | 745                               |
| Gllareva           | Iglarevo        | 1784                              |
| Grabanica          | Grabanica       | 728                               |
| Grabca             | Grabac          | 206                               |
| Gremnik            | Grebnik         | 1131                              |
| Jagoda             | Jagoda          | 197                               |
| Jashanica          | Jošanica        | 1784                              |
| Jelloc             | Jelovac         | 27                                |
| Këpuz              | Kpuz            | 622                               |
| Kërnica            | Krnjince        | 794                               |
| Klina              | Klina           | 5542                              |
| Klinaca            | Klinavac        | 480                               |
| Krusheva e Madhe   | Veliko Kruševo  | 585                               |
| Krusheva e Vogël   | Malo Kruševo    | 323                               |
| Leskoc             | Leskovac        | 239                               |
| Nagllava           | Naglavci        | 67                                |
| Paskalica          |                 |                                   |
| Përçeva            | Prčevo          | 1005                              |
| Pjetërq i Epërm    | Gornji Petrič   | 563                               |
| Pjetërq i Poshtëm  | Donji Petrič    | 160                               |
| Pogragja           | Pograđe         | 366                               |
| Radulloc           | Radulovac       | 353                               |
| Ranoc              | Renovac         | 353                               |
| Resnik             | Resnik          | 399                               |
| Rigjeva            | Riđevo          | 870                               |
| Rudica             | Rudice          | 446                               |
| Sferka             | Svrhe           | 2448                              |
| Shtarica           | Štarica         |                                   |
| Shtupel            | Štupelj         | 771                               |
| Siqeva             | Sićevo          | 1338                              |
| Stupa              | Stup            | 179                               |
| Ujmira             | Dobra Voda      | 544                               |
| Videja             | Vidanje         | 663                               |
| Volljak            | Volujak         | 929                               |
| Zabërgja           | Zabrđe          | 728                               |
| Zajm               | Zajmovo         | 1267                              |
| Zllakuqan          | Zlokućane       | 660                               |